# Néai Kydoníai
Néai Kydoníai (Nees Kydonies) är en ort i Grekland.   Den ligger i prefekturen Nomós Lésvou och regionen Nordegeiska öarna, i den östra delen av landet, 270 km nordost om huvudstaden Aten. Néai Kydoníai ligger 137 meter över havet och antalet invånare är 485. Den ligger på ön Lesbos.
Terrängen runt Néai Kydoníai är kuperad åt sydväst, men norrut är den platt. Havet är nära Néai Kydoníai åt nordost. Runt Néai Kydoníai är det ganska glesbefolkat, med 40 invånare per kvadratkilometer. Närmaste större samhälle är Mytilene, 16,3 km sydost om Néai Kydoníai. 